# Russisches Jahrbuch der Pharmazie

«Russisches Jahrbuch der Pharmazie» — первый в Российской империи фармацевтический научный журнал. Издавался на немецком и французском языках, с 1803 по 1810 год. Основатель журнала известный учёный Давид Иероним Гриндель. Издательства журнала находились в Лейпциге, Санкт-Петербурге и в Риге. В журнале печатались труды Федора Гизе, Давида Гринделя, Андрея Цеэ и др.